# Sucessão de Cauchy
Em matemática, uma sucessão de Cauchy ou sequência de Cauchy é uma sucessão tal que a distância entre os termos vai se aproximando de zero. Deve o seu nome ao matemático francês Augustin Louis Cauchy. Intuitivamente é uma sequência onde seus termos vão ficando cada vez mais próximos.
No {\displaystyle \mathbb {R} ^{n}}, uma sequência é convergente se, e somente se, é de Cauchy.

## Definição

### Números reais
Uma sequência {\displaystyle (x_{n})_{n\in \mathbb {N} }}  é chamada de sequência de Cauchy se para qualquer  número positivo {\displaystyle \epsilon } existe um natural {\displaystyle n_{0}} tal que se {\displaystyle n,m} são maiores do que {\displaystyle n_{0}} a distância entre {\displaystyle x_{n}} e {\displaystyle x_{m}} é menor do que {\displaystyle \epsilon }. Em linguagem simbólica,
{\displaystyle \forall \epsilon >0\ \exists n_{0}\in \mathbb {N} :n,m\geq n_{0}\Rightarrow |x_{n}-x_{m}|<\epsilon }.
Nos reais uma sequência é convergente se, e somente se, for de Cauchy: esta propriedade é chamada de completude e torna os Reais um espaço completo.

### Espaços métricos
Na definção para qualquer espaço métrico, a métrica dos reais é substituída pela métrica definida pelo espaço. Se {\displaystyle M} é um espaço métrico e {\displaystyle d:M\times M\rightarrow \mathbb {R} } sua métrica dizemos que {\displaystyle (x_{n})_{n\in \mathbb {N} }\subset M} é de Cauchy se:
{\displaystyle \forall \epsilon >0\ \exists n_{0}\in \mathbb {N} \ :n,m\geq n_{0}\Rightarrow d(x_{n},x_{m})<\epsilon }.
Em espaços normados, utiliza-se a métrica definida pela norma:
{\displaystyle \forall \epsilon >0\ \exists n_{0}\in \mathbb {N} \ :n,m\geq n_{0}\Rightarrow \|x_{n}-x_{m}\|<\epsilon }.

## Exemplos
- {\displaystyle (x_{n})_{n\in \mathbb {N^{*}} }} em {\displaystyle \mathbb {R} }, dada por {\displaystyle x_{n}=1/n,\forall n\in \mathbb {N} }.

De fato, dado {\displaystyle \epsilon >0}, pela propriedade arquimediana, podemos encontrar {\displaystyle n_{0}} tal que {\displaystyle 1/n_{0}<\epsilon }, então se {\displaystyle n,m\geq n_{0}}, sem perda de generalidade, podemos supor que {\displaystyle n\geq m}, assim, teremos {\displaystyle 0<1/n\leq 1/m\leq 1/n_{0}}. De onde concluímos que {\displaystyle |1/n-1/m|\leq |1/n_{0}-0|=1/n_{0}<\epsilon }, portanto {\displaystyle (x_{n})} é uma seqüência de Cauchy.

## Convergência e completude
Qualquer sucessão convergente (no sentido usual) é de Cauchy, no entanto, existem espaços contendo sucessões de Cauchy não convergentes. Por exemplo, a sucessão {\displaystyle (1/n)} é de Cauchy, mas não é convergente no intervalo (0,1) (embora o seja em {\displaystyle \mathbb {R} }). A um espaço onde todas as sucessões de Cauchy são convergentes chama-se um espaço completo.
Dado E um espaço métrico qualquer, é possível construir uma extensão de E que é um espaço métrico completo. Esta extensão é única (no sentido categorial), ou seja, dadas duas completudes de E elas são isométricas.

## Generalizações

### Espaços Vectoriais Topológicos
Em um espaço vectorial topológico genérico, não podemos usar esta definição, porque uma métrica pode não existir. No entanto, como uma topologia corresponde à noção intuitiva de proximidade, pode-se definir o que é uma sucessão de Cauchy em um espaço vectorial topológico como uma sucessão {\displaystyle x_{i}\,} em que, a partir de qualquer n, os termos seguintes vão ficando cada vez mais próximos.
Ou seja, qualquer que seja uma vizinhança do vector nulo, termos suficientemente altos da sucessão vão diferir entre si de um vector que está nesta vizinhança.
Em termos rigorosos, seja {\displaystyle \tau \,} a topologia. Isto se escreve assim:
{\displaystyle \forall A\in \tau ,(0\in A\implies \exists n,\forall i,j,(i>n\land j>n\implies x_{i}-x_{j}\in A))\,}.
Se a topologia do espaço vectorial topológico é induzida por uma métrica d invariante por translação então as duas noções são equivalentes.